# Electronic Arts Victor
Electronic Arts Victor er en udelukkende japansk gren af Electronic Arts. De har udviklet sportsspil til NES, SNES og Sega Mega Drive.

## Spil udviklet eller udgivet
- Warcraft II: Tides of Darkness
- Little Big Adventure
- Fade to Black
- Alone in the Dark 2
- Diablo
- NHL Pro Hockey '94
- Zico Soccer